# Макарівська сільська рада (Іванківський район)
| Макарівська сільська рада — орган місцевого самоврядування у Іванківському районі Київської області з адміністративним центром у с. Макарівка. Сільській раді підпорядковані населені пункти: - с. Макарівка - с. Мала Макарівка - с. Нові Макалевичі - с. Русаки |

## Склад ради
Рада складається з 16 депутатів та голови.

### Керівний склад ради
| ПІБ                     | Основні відомості                                                                                  | Дата обрання | Дата звільнення |
| ----------------------- | -------------------------------------------------------------------------------------------------- | ------------ | --------------- |
| Руденко Сергій Іванович | Сільський голова, 1968 року народження, освіта, член Всеукраїнського об'єднання «Батьківщина»      | 26.03.2006   | 31.10.2010      |
| Руденко Сергій Іванович | Сільський голова, 1968 року народження, освіта вища, член Всеукраїнського об'єднання «Батьківщина» | 31.10.2010   |                 |

Примітка: таблиця складена за даними джерела